# Języki makro-ge-bororo
Języki makro-ge-bororo – suprafyla językowa w obrębie języków ge-pano-karaibskich, składająca się z fyli makro-ge i językowej rodziny borotuque.